# Hawker Tempest
Hawker Tempest (Vihar) je bilo britansko lovsko letalo druge svetovne vojne. Podjetje Hawker je, pod vodstvom Sydneya Camma, zasnovalo novo lovsko letalo na osnovi lovca Hawker Typhoon. Tempest je postal eno od najmočnejših lovskih letal druge svetovne vojne. V uporabi je ostal vse do petdesetih let 20. stoletja.

## Zgodovina letala
Britanci so z lovcem Typhoon dobili dokaj dobro lovsko letalo, vendar pa so zaradi nekaterih pomanjkljivosti tega modela, potrebovali novo, sodobnejše lovsko letalo. Novi ameriški izsledki laminarnega toka so še dodatno povečali vzgon in omogočili večje hitrosti.
Tako so začeli tudi pri Hawkerju preizkušati to novo tehniko. Sprva so letalu namenili daljša krila kot pri Typhoonu, vendar so jih pozneje skrajšali. Hispanove topove so pomaknili globlje v krilo, ki je zato dobilo značilno tanko eliptično obliko, podobno Spitfire-ju. 
Nova izboljšava je bila prestavitev hladilnikov izpod motorja v krila, kar je še dodatno izboljšalo aerodinamiko in zvišalo hitrost Tempestu. Prestavitev hladilnikov v krila pa je povzročila izgubo prostora rezervoarjev za gorivo, ki so jih zato namestili v trup pred pilotsko kabino. S tem so lahko Tempestu dodatno povečali kapaciteto rezervoarjev, kar je letalu omogočalo velik dolet.
Sprememb je bilo deležno tudi podvozje, ki je bilo višje in nameščeno širše zaradi visoke pristajalne hitrosti letala in velike torzije motorja pri vzletu. Pnevmatike so bile izdelane posebej za to letalo, saj so morale biti ožje od klasičnih, da so se prilegale v tanko krilo.
Letalo se je izkazalo za zelo okretno in zanesljivo v zraku, še posebej na nizkih višinah. Zaradi visoke pristajalne hitrosti pa je bilo za neizkušene pilote lahko nevarno. Prvi prototip je poletel 2. septembra 1942, redna proizvodnja se je začela v začetku leta 1943 z modelom Tempest V. Prototipi modelov I, II (omenjen v nadaljevanju), III in IV so bili sicer izdelani, vendar proizvodnja ni nikoli stekla. Tempest III, opremljen z motorjem Griffon 85, je pozneje postal prototip za naslednje Hawkerjevo letalo, Hawker Sea Fury.
Motorji Napier Sabre so zaradi "srajčk" v hladnem vremenu povzročali velike težave. Zato so morali v mrazu te motorje s posebnimi grelci ogrevati vsaki dve uri.
S tem letalom (oznaka JF-E "Le Grand Charles") je nazadnje letel tudi pisec zelo znane knjige Veliki Cirkus, Francoz Pierre Henri Clostermann.

## Izvedenke

### Tempest V
Tempest V. je bil prvi serijski Tempest, ki pa je prišel v enote RAF šele aprila 1944. Sprva so letalo uporabljali kot lovsko / jurišno letalo. Pozneje, ob nemških napadih na London z letečimi bombami V-1, pa so ta letala zaradi visoke hitrosti v nižjih zračnih plasteh uporabljali za boj proti tej nevarnosti. Tako je bilo največ raket V-1 uničenih ravno s tem tipom letala. Poleg tega pa je bil Tempest V v boju z nemškimi reaktivnimi lovci Messerschmitt Me 262 Schwalbe eno najbolj uspešnih zavezniških letal.

### Tempest II
To izvedenko velja omeniti, ker je bila edini prototip, opremljen z zvezdastim motorjem Bristol Centaurus. Nastal je na podlagi izsledkov z zaplenjenim nemškim lovcem Focke-Wulf Fw 190 A3. Letalo je bilo namenjeno za boj na Pacifiku proti Japonski, vendar od 452 izdelanih lovcev nobeden ni okusil akcije. Po vojni jih je Velika Britanija nekaj prodala Indiji in nekaj Pakistanu.

### Tempest VI
Zadnja različica, Tempest VI. je bila opremljena z motorjem Sabre V. z 2.340 KM. Izdelali so 142 letal, ki so jih pozneje uporabljali za šolska letala in letala za vleko zračnih tarč. To je bilo tudi zadnje britansko lovsko propelersko letalo v uporabi. Zadnje primerke so »upokojili« leta 1953. 

## Uporabniki
- Indija,
- Kanada,
- Nova Zelandija,
- Pakistan,
- Združeno kraljestvo